# René Felber
René Felber (Bienne, 14 marzo 1933 – 18 ottobre 2020) è stato un politico svizzero del Partito Socialista Svizzero, consigliere federale dal 1987 al 1993 e Presidente della Confederazione nel 1992. Fra il 1993 e 1995 è stato la prima persona a ricoprire la carica di relatore speciale delle Nazioni Unite sui territori palestinesi occupati.